# Glacier Amundsen
Pour les articles homonymes, voir Amundsen.
Le glacier Amundsen est un glacier situé en Antarctique. C'est un des plus longs glaciers au monde qui s'étend du plateau antarctique à la mer de Ross.